# Pseudabutilon virgatum
Pseudabutilon virgatum là một loài thực vật có hoa trong họ Cẩm quỳ. Loài này được (Cav.) Fryxell miêu tả khoa học đầu tiên năm 1997.